# العلاقات الهندية الكيريباتية
العلاقات الهندية الكيريباتية هي العلاقات الثنائية التي تجمع بين الهند وكيريباتي.

## مقارنة بين البلدين
هذه مقارنة عامة ومرجعية للدولتين:
| وجه المقارنة                                              | الهند                       | كيريباتي                        |
| --------------------------------------------------------- | --------------------------- | ------------------------------- |
| المساحة (كم2)                                             | 3.29 مليون                  | 811                             |
| عدد السكان (نسمة)                                         | 1.35 مليار                  | 116.40 ألف                      |
| الكثافة السكانية (ن./كم²)                                 | 410.33                      | 14.35 ألف                       |
| العاصمة                                                   | نيودلهي                     | جنوب تاراوا                     |
| اللغة الرسمية                                             | اللغة الهندية، لغة إنجليزية | لغة إنجليزية، اللغة الكيريباتية |
| العملة                                                    | روبية هندية                 | دولار كريباتي، دولار أسترالي    |
| الناتج المحلي الإجمالي (بليون دولار)                      | 2.60 تريليون                | 196.15 مليون                    |
| الناتج المحلي الإجمالي (تعادل القوة الشرائية) بليون دولار | 8.00 تريليون                | 224.26 مليون                    |
| الناتج المحلي الإجمالي الاسمي للفرد دولار أمريكي          | 1.60 ألف                    | 1.42 ألف                        |
| الناتج المحلي الإجمالي للفرد دولار أمريكي                 | 5.70 ألف                    | 1.81 ألف                        |
| مؤشر التنمية البشرية                                      | 0.609                       | 0.590                           |
| رمز المكالمات الدولي                                      | +91                         | +686                            |
| رمز الإنترنت                                              | .in، .भारत ‏، .بھارت ‏،        | .ki                             |
| المنطقة الزمنية                                           | ت ع م+05:30، توقيت الهند    |                                 |

## منظمات دولية مشتركة
يشترك البلدان في عضوية مجموعة من المنظمات الدولية، منها:
| علم المنظمة | اسم المنظمة                   | تاريخ انضمام الهند | تاريخ انضمام كيريباتي |
| ----------- | ----------------------------- | ------------------ | --------------------- |
|             | يونسكو                        | 4 نوفمبر 1946      | 24 أكتوبر 1989        |
|             | مؤسسة التمويل الدولية         | 20 يوليو 1956      | 2 أكتوبر 1986         |
|             | بنك التنمية الآسيوي           | 1966               | 1974                  |
|             | منظمة حظر الأسلحة الكيميائية  | ?                  | ?                     |
|             | مؤسسة التنمية الدولية         | 24 سبتمبر 1960     | 2 أكتوبر 1986         |
|             | الاتحاد البريدي العالمي       | ?                  | ?                     |
|             | الاتحاد الدولي للاتصالات      | 1869               | 3 نوفمبر 1986         |
|             | الأمم المتحدة                 | 30 أكتوبر 1945     | 14 سبتمبر 1999        |
|             | البنك الدولي للإنشاء والتعمير | 27 ديسمبر 1945     | 29 سبتمبر 1986        |
|             | دول الكومنولث                 | 15 أغسطس 1947      | ?                     |

## وصلات خارجية
- موقع وزارة الخارجية الهندية